# Virus hepatitisa D
Za bolezen glej hepatitis D.
Virus hepatitisa D (krajš. HDV ali VHD), tudi virus hepatitisa delta ali agens delta, je satelitski virus z enoverižno, negativno usmerjeno  krožno RNK, ki jo obdaja kapsida HBsAg. Uvrščamo ga v rod Deltavirus družine Deltaviridae. Povzroča hepatitis D in se prenaša parenteralno, skupaj z virusom hepatitisa B. Gre namreč za defektni virus, ki se lahko pomnožuje le v navzočnosti virusa hepatitisa B.

## Zgradba in genom
Virus hepatitisa D je majhen, sferičen virus s premerom 36 nm. Virusno ovojnico sestavljajo fosfolipidi in tri vrste plaščnega antigena virusa hepatitisa B (HBsAg): veliki, srednji in mali HBsAg. Znotraj virusne ovojnice je virusna sredica, ki vsebuje virusno dednino in molekule antigena hepatitisa D (HDAg). Osrednja regija HDAg se veže na celično DNK.
Virusno dednino predstavlja krožna, enovijačna RNK, ki velja za najmanjšo znano RNK med živalskimi virusi; meri okoli 1700 nukleotidov. HDV naj bi izhajal iz viroidov, majhnih virusu podobnih patogenih delcev, ki okužujejo rastline.

## Življenjski krog
1. Virus hepatitisa D vstopa v jetrno celico s pomočjo vezave na receptor NTCP (Na+/tavroholat soprenašalni polipeptid), enako kot virus hepatitisa B. HDV prepozna receptor z N-terminalno domeno velikega HBsAg.
2. Po vstopu v notranjost jetrne celice virus izgubi svojo ovojnico in v citoplazmo se sprosti virusna nukleinska kislina.
3. HDV v svojem genomu nima zapisa za RNK-polimerazo, zato izkoristi gostiteljevo celično RNK-polimerazo. Mali antigen HDAg omogoča vstop virusne nukleinske kisline v celično jedro. S pomočjo celične RNK-polimeraze se tvorijo tri oblike RNK: krožna genomska RNK, krožna komplementarna antigenomska RNK in linearna poliadenilirana antigenomska RNK, ki predstavlja mRNK z odprim bralnim okvirjem za HDAg. Sinteza antigenomske RNK poteka v jedrcu s pomočjo RNA-polimeraze I, sinteza genomske RNK pa s pomočjo RNK-polimeraze II v nukleoplazmi. HDV RNK se sintetizira prvotno kot linerna RNK, ki vsebuje številne kopije genoma. Genomska in antigenomska RNK vsebujeta zaporedje 85 nukleotidov, ki predstavlja ribocim – le-ta povzroči samocepitev linearne RNK v monomere. Monomeri se povežejo v krožne RNK.
4. V naslednjem koraku nastaneta dve antigenski beljakovini virusa: HDAg-S (mali HDAg) in HDAg-L (veliki HDAg). Virusni genom vsebuje samo zapis za HDAg-S, a se s procesiranjem mRNK po prepisovanju kodirajoča zmožnost genoma razširi. Celični encim adenozin-deaminaza 1 namreč spremeni zaključni kodon in omogoči sintezo HDAg-L. HDAg-S sodeluje pri podvojevanju virusa in sestavljanju novih virusnih delcev, HDAg-L pa je pomemben za kužnost virusnih delcev in sodeluje pri potovanju virusa iz celice v celico.
5. Za sestavljanje novih virusnih delcev HDV je nujna prisotnost virusa HBV kot virusa pomočnika, ki prispeva plaščne beljakovine (HBsAg).
6. Izstopanje novonastalih virusnih delcev HDV omogoča HDAg-L, ki se značilno veže na S-strukturo virusne RNK.

## Zgodovina
Virus hepatitisa D je leta 1977 odkril Mario Rizzetto, in sicer na osnovi poskusov, ki jih je od leta 1974 izvajal na biopsijskih vzorcih jeter italijanskih bolnikov s kroničnim hepatitisom B. Odkril je nov antigen, ki ga je poimenoval antigen delta. Zmotno je menil, da gre za antigensko različico jedrnih antigenov virusa hepatitisa B in ne za samostojen virus. Celoten virusni genom so klonirali in sekvencirali leta 1986 ter virus ovrstili v nov rod deltavirusov.